# Pierre Arainty
 (décembre 2014).
Pierre Arainty, né le 20 août 1907 à Licq-Athérey (Basses-Pyrénées) et mort le 9 mai 1982 à Mauléon-Licharre, est un résistant français et fait partie des Compagnon de la Libération sous les ordres de Paul Jourdier.
Après avoir servi 20 ans au Maroc, il participe aux campagnes de Syrie, de Libye et de Tripolitaine, avec le grade de sous-lieutenant.
Il est promu lieutenant, au sein du Groupement tcherkes, en septembre 1943.
À la fin de la guerre, il poursuit sa carrière dans la Légion étrangère en Indochine et en Afrique du Nord où il prend sa retraite avec le grade de capitaine.

## Décorations
- Chevalier de la Légion d'honneur[Quand ?]
- Compagnon de la Libération par décret du 18 janvier 1946[2]
- Médaille militaire
- Croix de guerre 1939–1945 (3 citations)
- Croix de guerre des Théâtres d'opérations extérieurs (2 citations)
- Croix du combattant volontaire de la guerre de 1939–1945
- Médaille coloniale avec agrafe « Maroc »
- Insigne des blessés militaires
- Médaille commémorative des services volontaires dans la France libre
- Médaille commémorative française de la guerre 1939–1945
- Médaille commémorative de Syrie-Cilicie
- Chevalier de l'ordre du Ouissam alaouite